# Lupettiana parvula
Lupettiana parvula là một loài nhện trong họ Anyphaenidae.
Loài này thuộc chi Lupettiana. Lupettiana parvula được Richard C. Banks miêu tả năm 1903.